# Autostrada A3 (Portugalia)
Autostrada A3 (port. Autoestrada A3, Auto-Estrada do Minho lub Auto-Estrada de Entre-Douro-e-Minho) – autostrada w północnej Portugalii, łącząca miejscowość Valença, przy granicy z Hiszpanią przez Bragę z Porto. Przejazd autostradą jest płatny. Koncesjonariuszem zarządzającym autostradą jest Brisa – Auto-estradas de Portugal (BRISA).
Niektóre odcinki autostrady charakteryzują się małym ruchem samochodowym.

## Historia budowy
| Odcinek                           | Stan (2011)        | km   |
| --------------------------------- | ------------------ | ---- |
| Porto – Águas Santas              | otwarcie (1988)    | 3,1  |
| Águas Santas – Cruz               | otwarcie (11/1989) | 8,6  |
| Cruz – Braga (oeste)              | otwarcie (1994)    | 11,7 |
| Braga (oeste) – Anais             | otwarcie (07/1997) | 19,9 |
| Anais – Ponte de Lima             | otwarcie (11/1997) | 10,1 |
| Ponte de Lima – Valença sul       | otwarcie (1998)    | 29,6 |
| Valença sul – granica z Hiszpanią | otwarcie (1994)    | 5,5  |

## Pojemność
| Odcinek               | Pasy ruchu | Długość |
| --------------------- | ---------- | ------- |
| Porto – Maia          |            | 8 km    |
| Maia – Santo Tirso    |            | 12 km   |
| Santo Tirso – Valença |            | 92 km   |